# Alexander Nevskij-katedralen, Jalta
Alexander Nevskij-katedralen (ryska: Собор Александра Невского; translitteration: Sobor Aleksandra Nevskogo) är en rysk-ortodox katedral belägen i staden Jalta på Krimhalvön.
Katedralen är helgad åt det ryska helgonet Alexander Nevskij och tillhör Simferopols och Krims stift. Den är den största östortodoxa katedralen i Jalta och är också en attraktion där.

## Historik
Det första projektet av Alexander Nevskij-katedralen, som utvecklades år 1889 av arkitekt K. I. Ashlimon, godkändes inte för att den "hade för lite ryskt inslag".
Den nuvarande katedralen uppfördes 1902 efter ritningar av Nikolaj Krasnov. Katedralen invigdes i december samma år, där tsar Nikolaj II av Ryssland deltog.
1938 stängdes katedralen ned. Även klockorna togs bort och skickades iväg för smältning.
Gudstjänsterna i katedralen sattes igång igen 1945 och har inte upphört sedan dess.
2002 firades 100-årsjubileet av invigningen av katedralen. Under firandet utfördes arbete med att förgylla katedralens kupoler, målningar och ikonostasen.
Sedan 1995 har det funnits en högstadie- och en gymnasieskola i katedralen, där omkring 100 ungdomar studerar.

## Katedralen
Katedralen är byggd i gammal rysk stil.

## Bilder

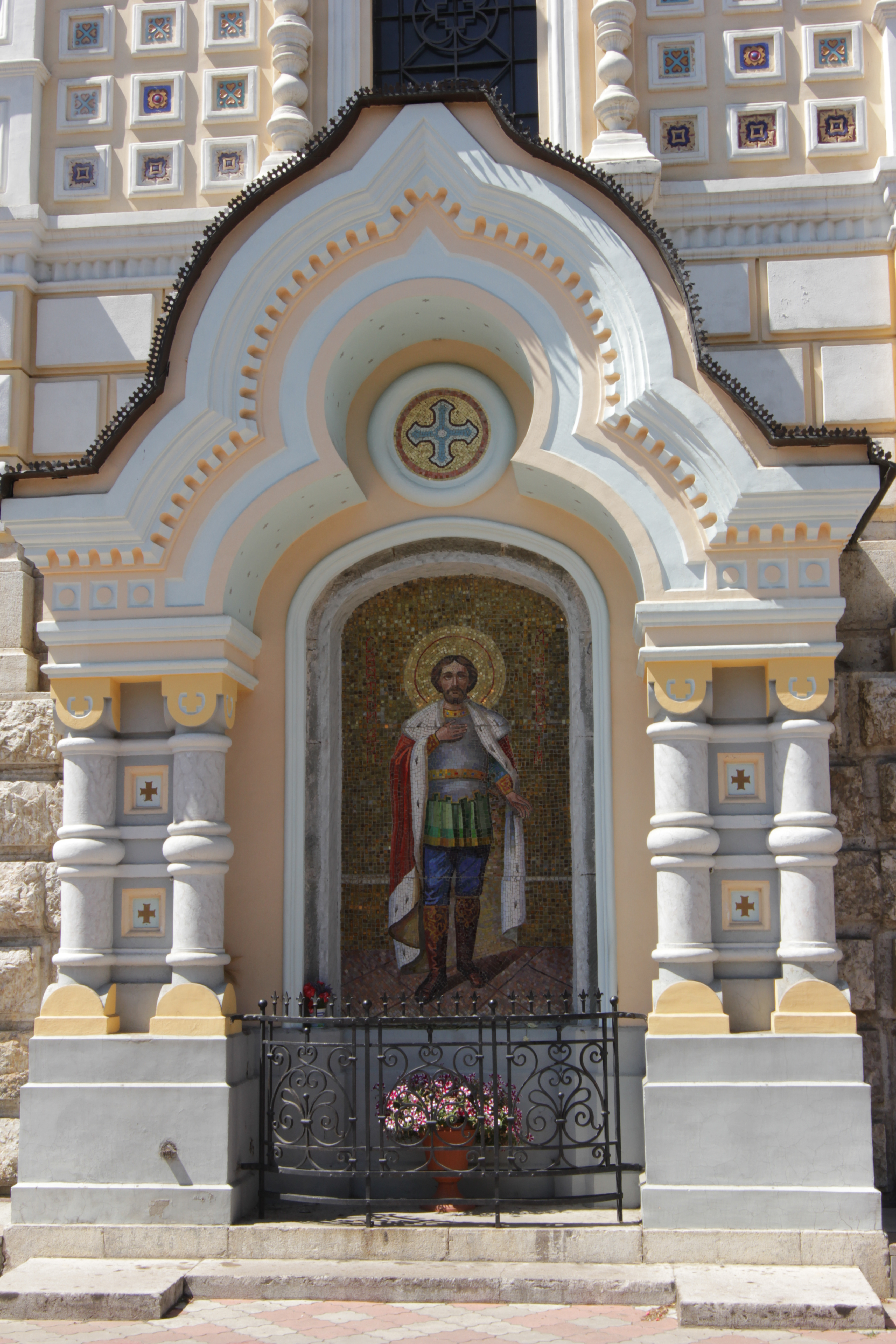
Mosaik
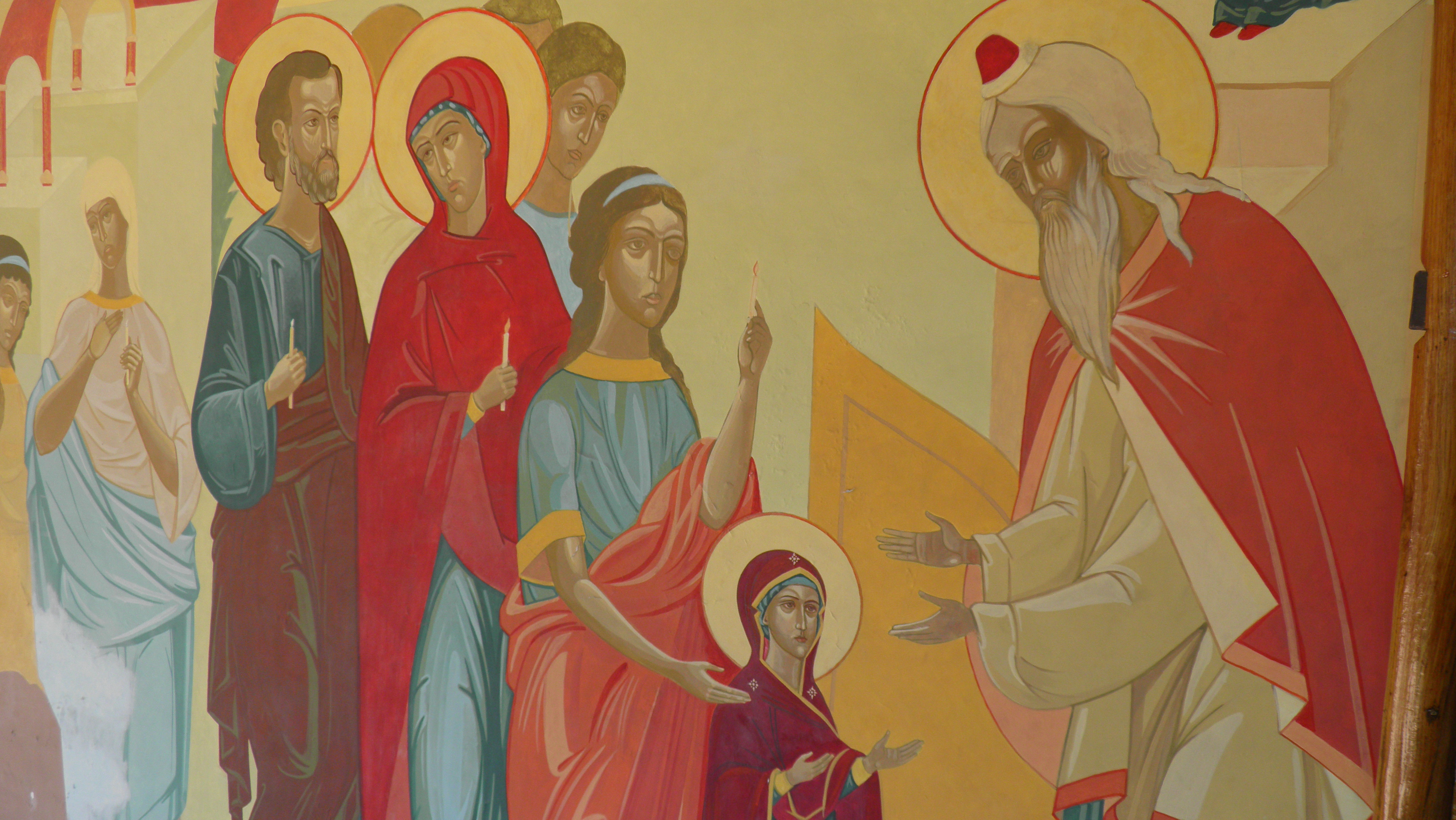
Målning